# Waldemar Font
Waldemar Font Quintero – kubański bokser, złoty medalista mistrzostw świata w Tampere.

## Kariera amatorska
W 1993 roku zdobył złoty medal na mistrzostwach świata w Tampere. W finale pokonał Uzbeka Kikmatulla Ahmedova.
W 1997 roku zdobył srebrny medal podczas mistrzostw świata w Budapeszcie, w wadze koguciej. W finale pokonał go Raimkul Małachbiekow.
W 1999 roku otrzymał brązowy medal igrzysk panamerykańskich w Winnipeg, został pokonany przez mistrza tychże igrzysk Geralda Tuckera